# Phyllophaga rugulosa
Phyllophaga rugulosa är en skalbaggsart som beskrevs av Blanchard 1851. Phyllophaga rugulosa ingår i släktet Phyllophaga och familjen Melolonthidae. Inga underarter finns listade i Catalogue of Life.